# Gilbert De Rieck
Gilbert De Rieck (Merelbeke, 28 september 1936) is een Belgisch voormalig (baan)wielrenner.

## Carrière
De Rieck reed vier jaar bij de profs, waarvan twee jaar bij een profploeg. Hij behaalde geen overwinningen bij de profs enkel bij de amateurs. Hij nam in 1960 deel aan de Olympische Spelen waar hij negende werd in de sprint.

## Erelijst
| Jaar     | BK       | EK       | WK       | Overige                      |
| Amateurs | Amateurs | Amateurs | Amateurs | Amateurs                     |
| -------- | -------- | -------- | -------- | ---------------------------- |
| 1958     | Sprint   |          |          |                              |
| 1959     |          |          |          |                              |
| 1960     | Sprint   |          |          | Olympische Spelen: 9e Sprint |